# Гущина, Мария Игоревна
Мария Игоревна Гущина (10 октября 1989 года, Нижний Тагил, Свердловская область) — российская лыжница, призёр чемпионата мира 2013 года в эстафете, чемпионка мира среди молодёжи, чемпионка России. Мастер спорта международного класса. Специализируется в дистанционных гонках.

## Карьера
В Кубке мира Гущина дебютировала 22 января 2011 года, в феврале того же года первый раз в карьере попала в десятку лучших на этапе Кубка мира, в эстафете. Всего имеет на своём счету 2 попадания в десятку лучших на этапах Кубка мира, оба в эстафетах, в личных гонках не поднималась выше 11-го места. Лучшим достижением Гущиной в общем итоговом зачёте Кубка мира является 105-е место в сезоне 2011/12.
За свою карьеру принимала участие в одном чемпионате мира, на чемпионате мира 2013 года завоевала бронзовую медаль в эстафете, кроме того была 13-й в гонке на 10 км свободным стилем и 24-й в скиатлоне 7,5+7,5 км.
Использует лыжи производства фирмы Fischer.